# 李紹庚
李 紹庚（り しょうこう、1896年 - 1946年12月23日）は、中華民国・満洲国の政治家・外交官。奉天派の政治家で、後に満州国で要人となった。

## 生涯
1920年（民国9年）、ハルビン俄立高等商業学校を卒業する。その後、浜江道尹公署外交科長に就任した。1924年（民国13年）、東省特別区市政管理局副局長となる。1926年（民国15年）、東省特別区教育庁庁長となった。翌年3月から9月まで、駐ウラジオストク総領事署理をつとめている。1931年（民国20年）、中東鉄路理事長代理となった。
満州国成立後、李紹庚は中東鉄路督弁公署督弁代理、北満鉄路督弁兼理事長を歴任した。1935年（康徳2年）5月21日、交通部大臣に就任し、1940年（康徳7年）12月6日、阮振鐸と入れ替わりで駐日大使を命ぜられた。1942年（康徳9年）9月28日、外交部大臣に就任し、1944年（康徳11年）12月16日、南京国民政府（汪兆銘政権）に対する駐華大使へ転じた。
満州国滅亡後、李紹庚は南京において蔣介石の国民政府により漢奸として逮捕された。李紹庚は首都高等法院で審理されたが、通常の漢奸処理条例よりは緩い「東北各省市漢奸案件処理条例」が適用されたため、1946年（民国35年）11月11日に懲役5年という比較的軽い判決が下された。しかし、刑が軽すぎると見た検察側は抗告の準備をする。
その最中、南京で収監中の李紹庚は膀胱炎を発症し、まもなく重症化する。同年12月23日に中央医院で病没した。享年51。

## 栄典
外国勲章
- 1943年（民国32年）3月30日  -  中華民国（汪兆銘政権）：一級同光勲章[8]